# Октябрський міський округ
Октя́брський міський округ (рос. Октябрьский городской округ) — адміністративна одиниця Республіки Башкортостан Російської Федерації.
Адміністративний центр та єдиний населений пункт — місто Октябрський.

## Населення
Населення району становить 114194 особи (2019, 109474 у 2010, 108647 у 2002).